# アリエル (オートバイ)

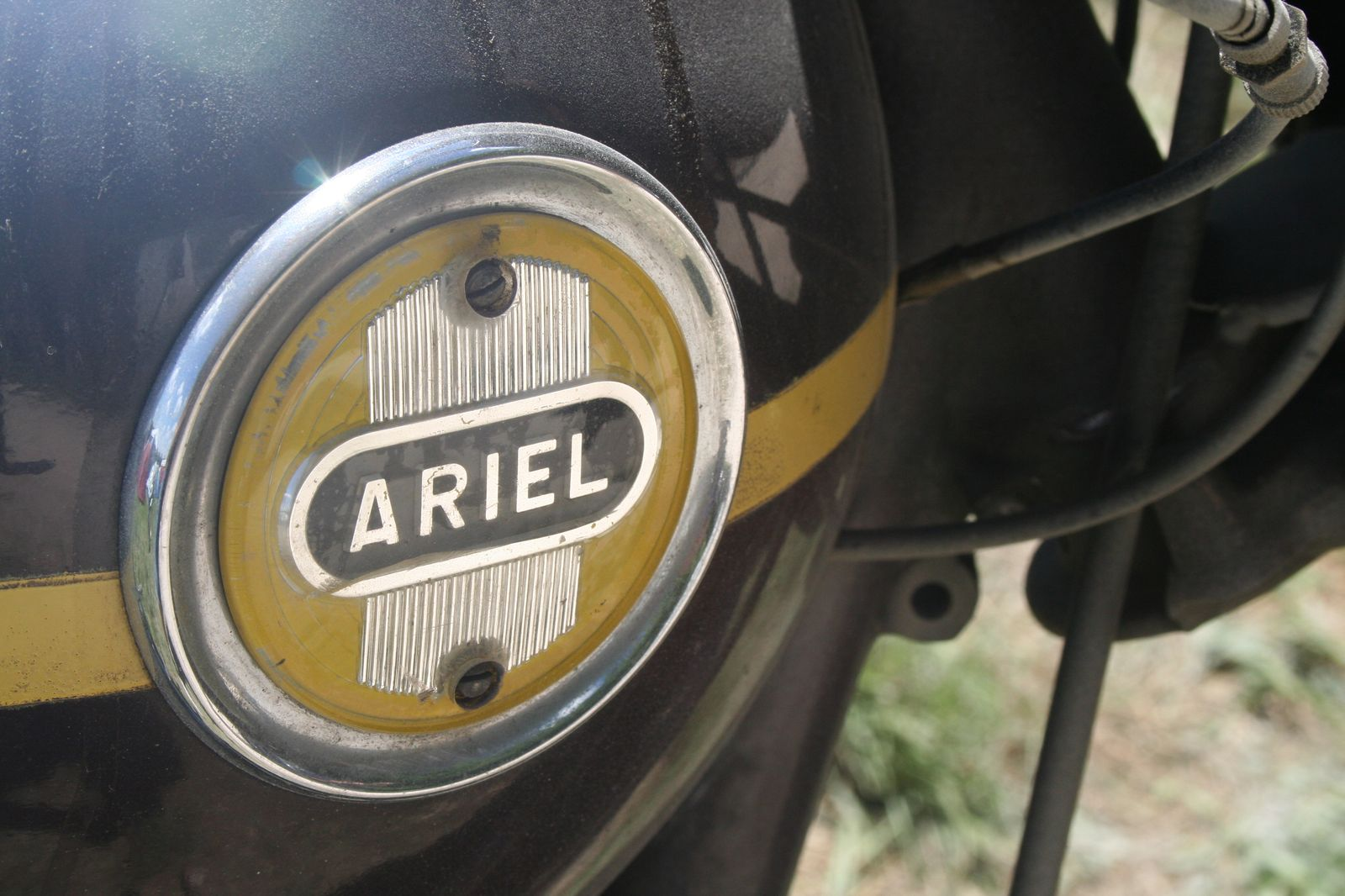

アリエル（Ariel）は、かつて存在したイギリスのオートバイのメーカーおよびブランドである。イングランドのバーミンガム郊外のボーンブルックに本拠を置き、一時期は4輪車も製造していた。

## 歴史
アリエルの名前は、1847年に馬車に取り付けるために考案された、ごく初期のタイプの空気入りタイヤ付き車輪に遡る。これは事業として成功を得ることはできなかったが、1870年、ジェームズ・スターレーとウィリアム・ヒルマンによってワイヤースポークホイールが発明されて軽量な自転車を造ることが可能になり、彼らはこれに「アリエル」の名前をつけた。アリエルとは、シェイクスピアの戯曲などに登場する空気の精霊の名前である。やがてアリエルは彼らがペニー・ファージング型自転車とミシンを製造するために設立した工場の名前となった。
1885年、ジェームズ・スターレーの甥であるジョン・ケンプ・スターレーによってローバー安全型自転車（前後ほぼ同じ大きさの車輪を持ち、チェーンによる後輪駆動の、今日のスタンダードとなっているデザインの自転車）が発明されると従来のペニー・ファージング型自転車は安全型自転車に取って代わられ、同時にアリエルの名前も忘れられていった。
しかし1896年に彼らの会社はウェストウッド・マニュファクチュアリング社 ( Westwood Manufacturing ) と合併し、車体の後部に2.25馬力のドディオン ( en:De Dion-Bouton ) 製エンジンを積んだ三輪車の製造を始めた。これがアリエルの最初のエンジン付きの乗り物である。この三輪車が多く生産された後、ヒルマンはアリエルを去ってプリメア・モーターサイクル ( en:Premier Motorcycles ) を設立した。。

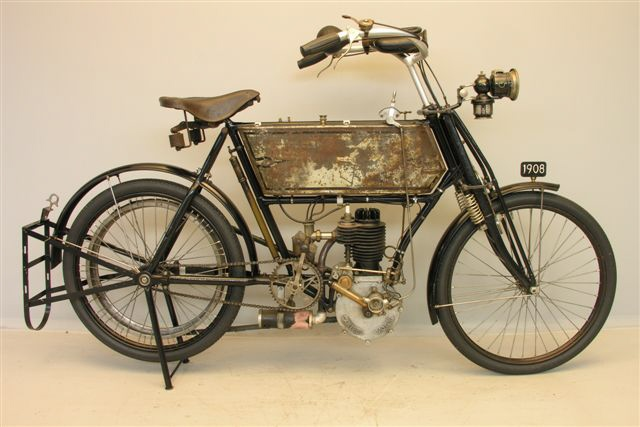
3 hp（1908年）

1902年、アリエルはチャールズ・サングスターがオーナーを務めるコンポーネンツ社 ( Components Ltd. ) によって買収され、オートバイと4輪車の生産を始めた。第一次世界大戦の勃発によって工場は一時閉鎖に追い込まれたが、戦争が終わった1918年、アリエルはチャールズの息子であるジャック・サングスター ( en:Jack Sangster ) によってオートバイの生産を再開し、4馬力のホワイト＆ポップエンジン ( en:White and Poppe ) によって成功を収める。また、ジャックは元JAプレストウィッチ社 ( en:JA Prestwich Industries ) のデザイナーであるヴァル・ページ ( en:Val Page ) を説得して会社に迎え入れ、オートバイのラインナップを広げた。1926年にはアリエルは4輪車の製造から手を引き、オートバイの生産に専念するようになる。

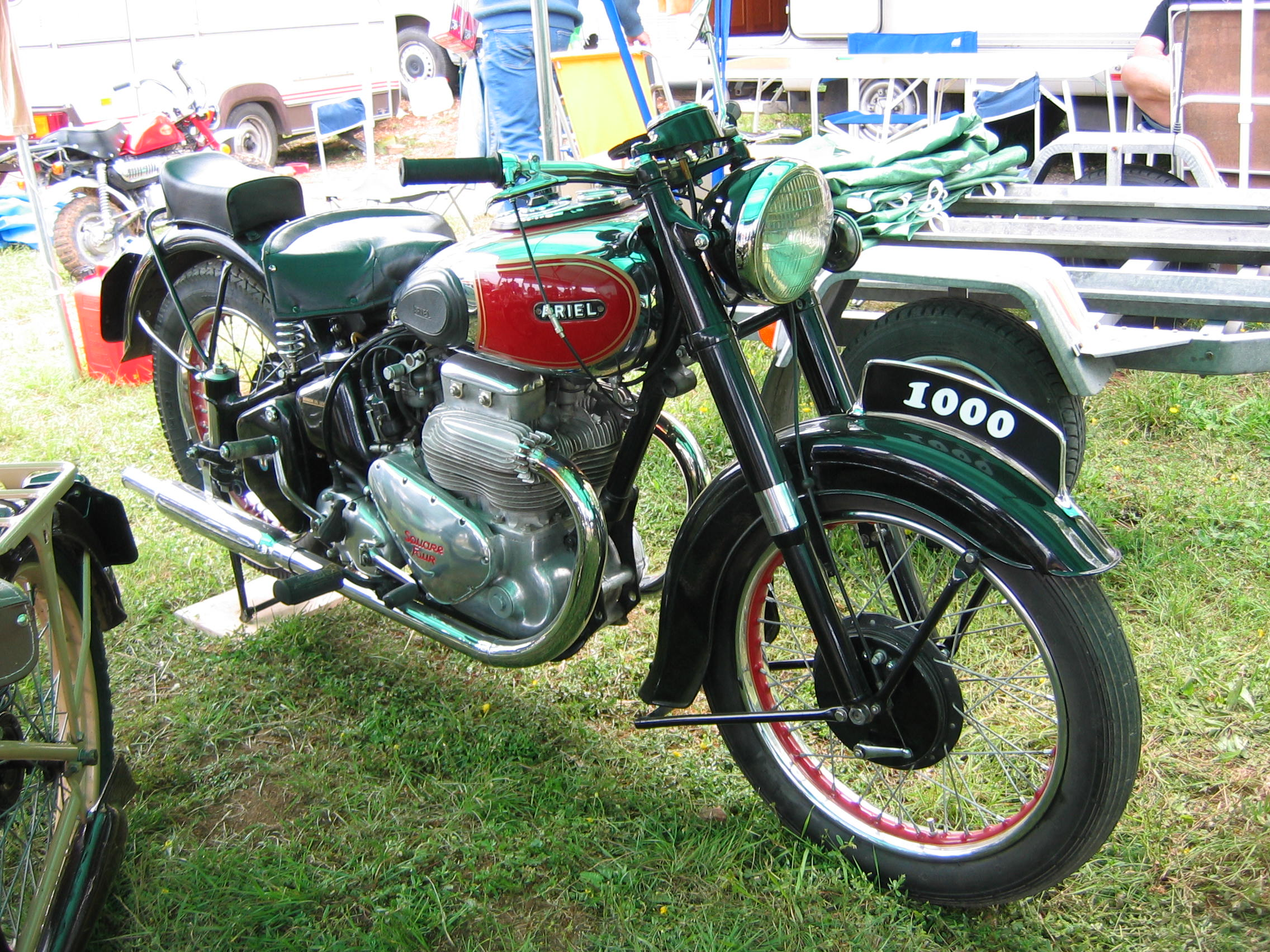
スクエアフォア

しかし、1911年頃から1930年代初頭にかけてコンポーネンツ社は財政的に苦しい状況が続いており、とうとう1932年に破産してしまう。ジャック・サングスターはコンポーネンツ社からアリエルの支配権を格安で買い取り、バーミンガムに新しい工場を建設して社名をアリエル・モータース ( Ariel Motors ) と変えた。新工場ではエドワード・ターナー ( en:Edward Turner ) の設計によるスクエアフォア ( en:Ariel Square Four ) やレッドハンター ( en:Ariel Red Hunter ) といった後にアリエルを代表するモデルとなるオートバイを製造し、第二次世界大戦中は軍用オートバイを生産した。
ジャック・サングスターは1936年にトライアンフの2輪車部門を買収していたが、1944年にアリエルを、1951年にはトライアンフをバーミンガム・スモール・アームズ（BSA ）に売却し、2社はBSAグループの一員となった。サングスターはBSAの経営陣に加わり、やがて周囲の信任を得て1956年にそれまでのバーナード・ドッカー卿に代わってBSAの会長職に就くと、すぐにエドワード・ターナーをグループの自動車部門（BSAモーターサイクル、アリエル、トライアンフ、デイムラー、タクシー車両の製造で知られるカーボディーズなどが含まれる）のトップに据えた。
1950年代後半からのオートバイ業界の不況に対してアリエルはラインナップを絞ることなどで対応したが、1967年にはオートバイ製造を中止した。1970年にBSAによってアリエルの名を冠したモデルが生産されたが、短命に終わった。
1991年に設立されたスポーツカーメーカーの Solocrest Ltd. が2001年に Ariel Ltd. と社名を変更したことによりアリエルの名が復活したが、上記のアリエル社とは直接の繋がりはない。

## 2輪車
アリエルの最初のオートバイは1902年にはミネルバと呼ばれる自社製の211ccエンジンを搭載して発売された。以後はホワイト＆ポップエンジンの498ccモデルや249ccの小型モデルなどを生産していた。
デザイナーのヴァル・ページが加わった1926年から、アリエルのオートバイは新しい時代を迎えた。3速ギヤを持つ2ストロークエンジンのアリエレッタ ( Arielette ) を市場に送り出したページは、1927年には既存のエンジンを再設計して一群の新しい単気筒エンジンを生み出した。ページが設計したこれらのエンジンを搭載して1926年から1930年に発売された一連のオートバイはブラック・アリエル ( Black Ariels ) と呼ばれた。またこの単気筒エンジンはその後も進化を続け、1950年代半ばのLHコルトを除いて1959年までにアリエルで製造された全ての単気筒エンジンのベースとなっている。

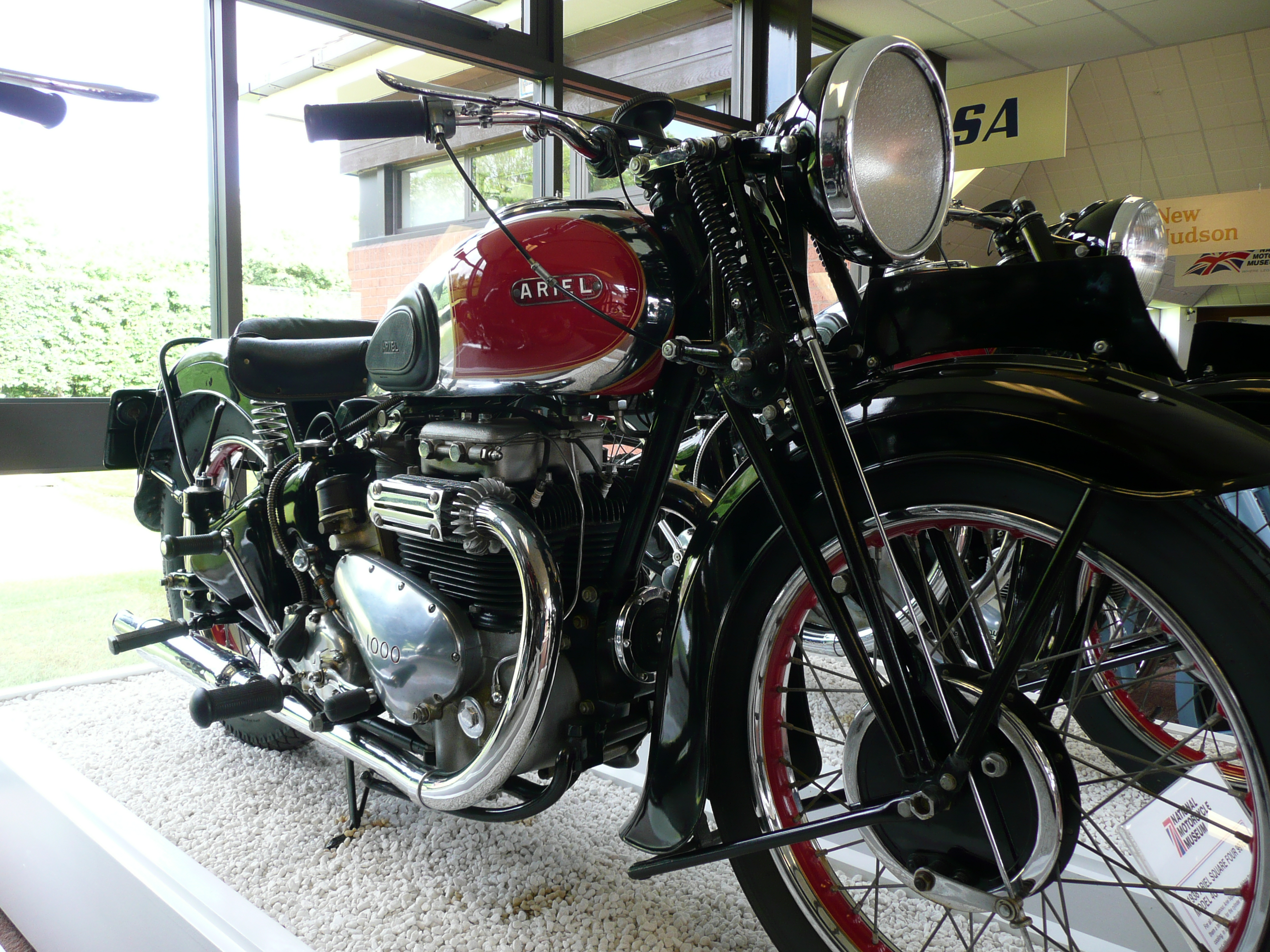
スクエアフォア 4G

エドワード・ターナーの設計による500ccのスクエアフォアは1931年に発売された。スクエアフォアはやがて600ccにスケールアップされ、1937年にはスクエアフォア4Gと呼ばれる995ccのOHV版にモデルチェンジしたが、エンジンレイアウトからくる後部シリンダーの冷却問題には終始悩まされ続けた。1939年にはアンスティーリンクと呼ばれるプランジャー式のリアサスペンションがオプション設定され、これは1946年に再生産された時にも採用された。この再生産時には、フロントサスペンションはそれまでのガーダーフォークからテレスコピック式に変更されている。1949年のスクエアフォア・マーク1 ( Ariel Square Four Mark I ) ではシリンダーブロックとシリンダーヘッドがそれまでの鋳鉄製からアルミ鋳造に代わったことで軽量化され、最高速度90mph（約145km/h）を実現した。1953年には更に再設計されてスクエアフォア・マーク2 ( Ariel Square Four Mark II ) となり、シリンダーヘッドの改良などによって最高速度100mphとなった。

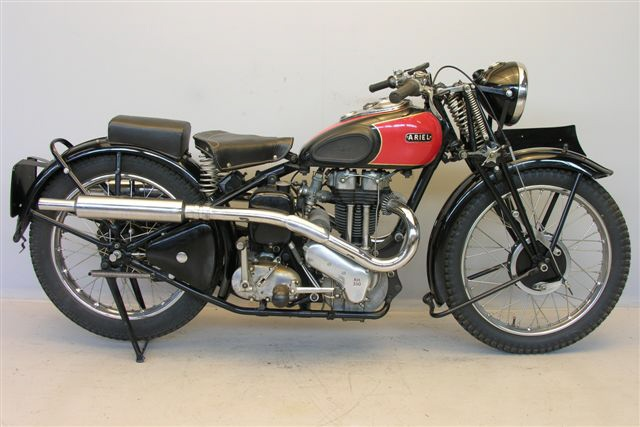
レッドハンター

アリエル・レッドハンターは、ヴァル・ページ設計のOHV単気筒500ccエンジンを搭載して1932年にデビューしたスポーツモデルである。当初はトライアルなどの競技をするライダーにしか売れなかったが、後にエドワード・ターナーがデザインを一部変更したところ一般ライダーにも受け入れられ、1959年まで生産が続けられた。1955年にサミー・ミラー ( en:Sammy Miller ) のライディングによって活躍したトライアル専用モデルのベースとなったのもレッドハンターである。第二次世界大戦中にはレッドハンターの車高を上げて走破性を高めた軍用モデルのW/NG 350 ( en:Ariel W/NG 350 ) が作られた。
1944年にBSAに売却されると、アリエルは500ccのKH ( Ariel KH ) と、強力なBSA製A10エンジンを積んだ650ccのハントマスター ( Ariel Huntmaster ) を送り出した。ハントマスターは高い信頼性と最高速度100mph（約160km/h）を誇り、特にサイドカーマニアの間で人気のモデルとなった。

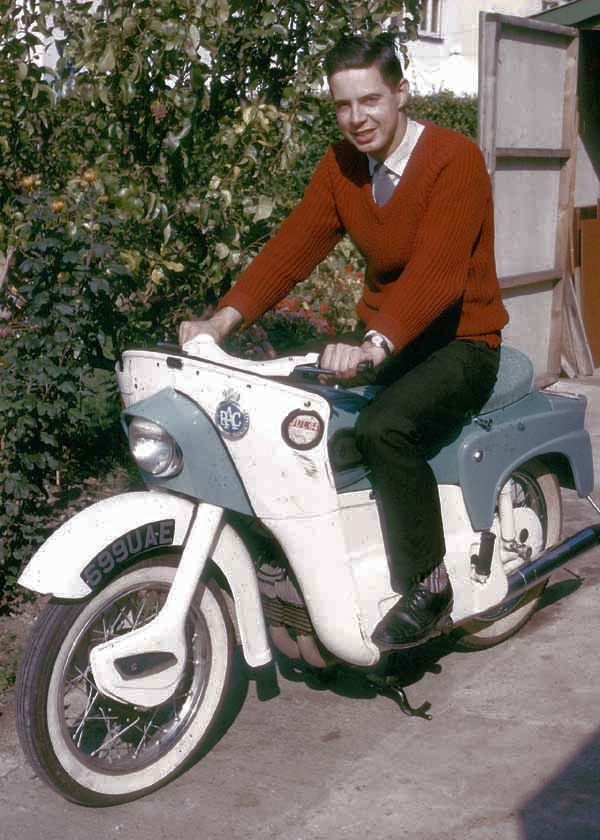
リーダー

1959年、アリエルは伝統のある4ストロークエンジンのモデルの製造を中止し、ラインナップを2ストローク2気筒250ccのリーダー ( en:Ariel Leader ) とアロー ( en:Ariel Arrow ) の2モデルに絞った。この決定は一、イギリスのモーターサイクル業界を襲った不況の中でアリエルが生き残るための決断だった。リーダーはヘッドライトからテールまでの車体全体を一体型ボディで包み込んだデザインの、オートバイとスクーターの長所を併せ持つことを意図したモデルであり、またリーダーをベースとしたスポーツモデルのアローは、ノーマルに手を加えただけのマシンが1960年のマン島TTレースで7位に入るという高性能モデルだった。アローは一時期、200ccのモデルも作られた。
しかし1960年代には本格的にヨーロッパの市場に参入してきた日本製オートバイの脅威にアリエルは対抗することができず、1967年にオートバイの製造を中止した。
1970年、BSAは2ストローク50ccの3輪モペッドの名称としてアリエルの名前を復活させた。アリエル3と名付けられたこのモデルは、オートバイと同じように車体を傾けてカーブを曲がるという点で従来の3輪車とは異なっていた。車体の前部と後部が蝶番によって結合されており、三つの車輪を地面に接地させたまま車体前部を傾けることができるような構造だったのである。しかしアリエル3は商業的に成功を得ることはできず、間もなく生産中止となるとアリエルの名前を持つモデルは市場から姿を消すことになった。

### 主なモデル

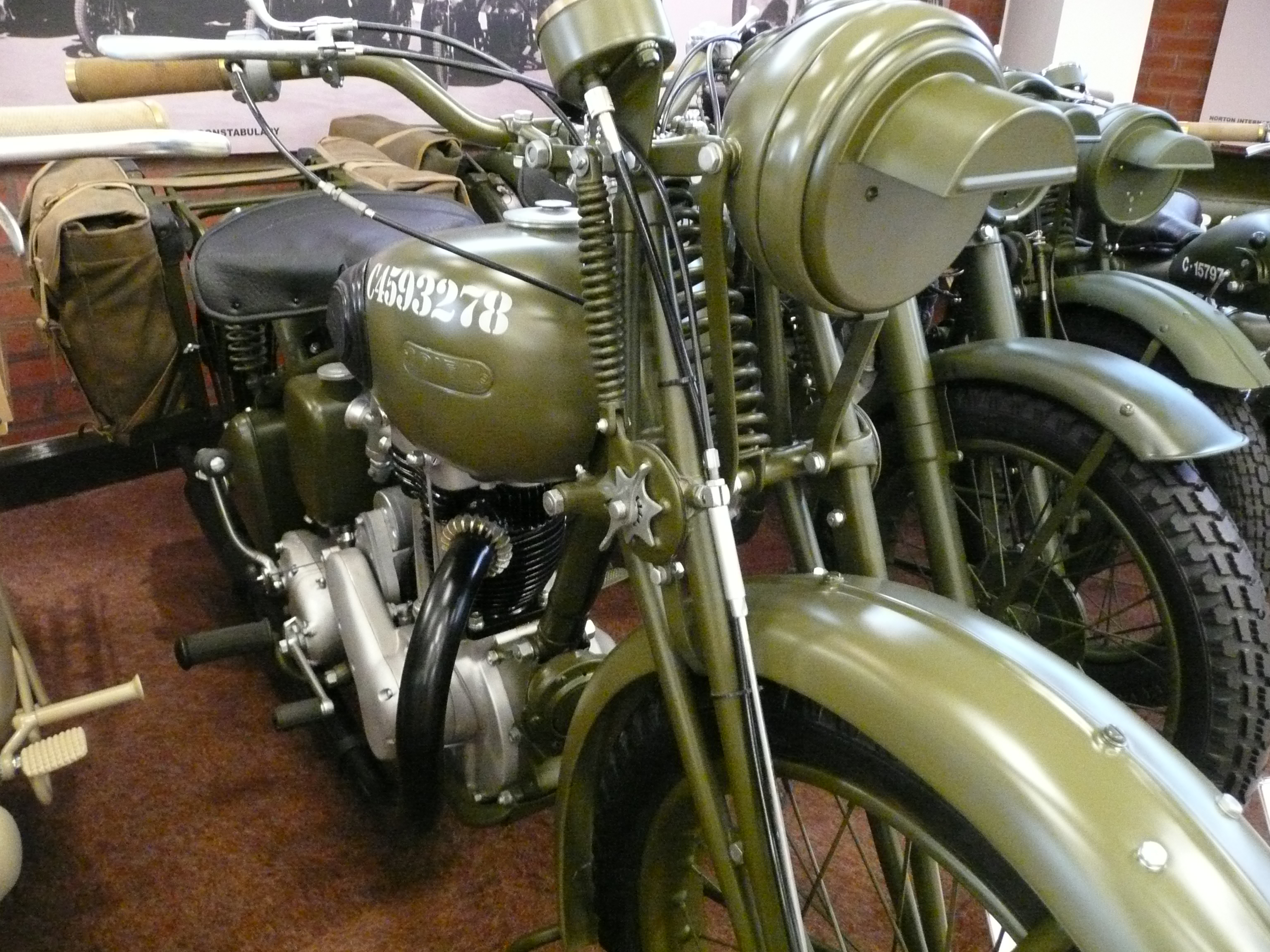
W/NG 350

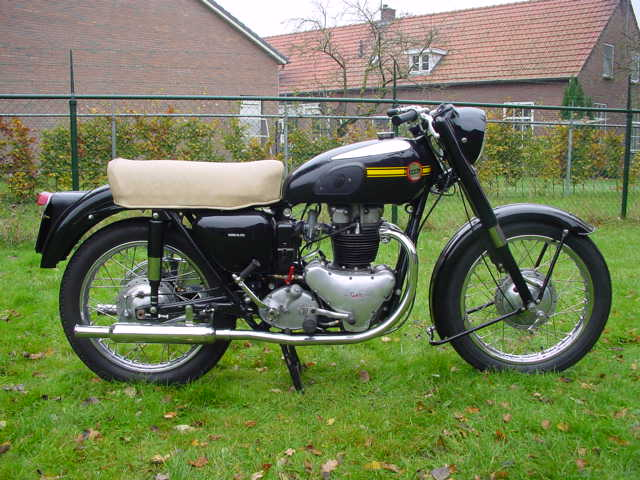
ハントマスター

- スクエア・フォア - スクエア4気筒995cc。
- レッドハンター - OHV単気筒。250/350/500ccのモデルがあった。
- W/NG 350 - レッドハンターをベースにした軍用モデル。
- VB - SV単気筒598cc。
- リーダー - 2ストローク250cc。
- アロー - リーダーのスポーツモデル。
- フィールドマスター - 500cc並列2気筒。
- ピクシー - BSA製50ccエンジン搭載。
- ハントマスター - 650cc並列2気筒、BSA製A10エンジン搭載。
- サイクロン - バディ・ホリーが所有していたことで知られるモデル。
- HT - トライアルモデル。350ccと500ccのモデルがあった。
- HS - スクランブラー。

## 4輪車
アリエルが4輪車を生産していたのは、1900年から1915年にかけてと、1922年から1925年にかけての2度の期間である。
アリエルの最初の4輪車は、1902年に生産された10馬力の2気筒エンジンを積んだモデルだった。1903年には4気筒16馬力のモデルを開発。これらのモデルはいずれもフライホイール別体式の革製コーンクラッチを持っていた。1904年には早くも6気筒エンジンをチューブラーフレームのシャーシに積んだモデルが造られた。
1905年末には、エアロ・シンプレックス ( Aero-Simplex ) と呼ばれる全く新しいシリーズが発表された。このシリーズはメルセデスに範を取り、15馬力から30馬力の4気筒のモデルと、35馬力と40馬力の6気筒モデルがラインナップされていた。また1907年から1908年にかけて、アリエルは排気量15900ccで50馬力以上という当時としては途方もなく巨大な6気筒エンジンを搭載したモデルを950ポンドで販売していた。
1907年、アリエルはイギリス市場への参入を目論んでいたフランスの自動車メーカーであるローレイン・ディートリッヒ社 ( en:Lorraine-Dietrich ) にバーミンガムの工場を売却し、以後は造船会社のキャメル・レアード社 ( en:Cammell Laird ) から分かれたコヴェントリー兵器工場 ( en:Coventry Ordnance Works ) で自動車の組み立てを行った。しかし1910年にローレイン・ディートリッヒ社との契約を解消。また、当時製造していた1300ccの軽量モデルは第一次世界大戦の勃発によって生産中止に追い込まれた。
戦争が終わった1918年、アリエルはジャック・サングスターが設計したアリエル・ナイン ( Ariel Nine ) で小型車市場への参入を試みた。これはサングスターが以前ローバーで働いていた時に設計に携わったローバー・エイト ( Rover Eight ) に酷似した空冷2気筒エンジンのモデルだったが、結局この時の挑戦は失敗に終わった。
アリエルが55馬力の水冷水平対向2気筒996ccエンジンを搭載したモデルによって自動車市場に再度参入したのは1922年だった。このモデルは700台余りが生産され、同年に発表される4気筒1096ccのアリエル・テン ( Ariel Ten ) に繋がっていった。テンはギヤボックスをリアアクスルに直結した構造を持つモデルで、180ポンドで販売された。1926年にアリエルはオートバイの生産に集中するために4輪車市場から撤退するが、それまでに約250台のテンが生産された。